# Nanggungan (Pacitan)
Nanggungan is een bestuurslaag in het regentschap Pacitan van de provincie Oost-Java, Indonesië. Nanggungan telt 2125 inwoners (volkstelling 2010).